# Zorros (Franz Marc)
Zorros es una pintura de estilo cubista de 1913 del pintor expresionista alemán Franz Marc (1880-1916). Muestra dos zorros rojos y formó parte de la colección del Museo Palacio de Arte de Düsseldorf desde 1962. En enero de 2022, la ciudad de Düsseldorf devolvió el cuadro a los herederos del antiguo propietario judío Kurt Grawi. En una subasta se vendió por unos 51 millones de euros.

## Descripción
Zorros está ejecutado al óleo sobre lienzo y tiene un formato de 79,5 × 66 cm. Tenía el número de inventario 0.1962.5490 en la Fundación Museum Kunstpalast. Zorros se creó en 1913 y muestra claramente la influencia de Robert Delaunay, a quien Marc visitó en París en 1912 con su amigo August Macke. El cubismo órfico y colorido de Delaunay inspiró a Marc, al igual que las fragmentaciones rítmicas de los futuristas italianos. Las influencias aseguraron un mayor desarrollo del estilo expresionista de Marc, lo que se puede ver claramente en su motivo preferido de zorros individuales o varios. En comparación con su obra de 1911 Zorro azul, la abstracción en la pintura de 1913 es más avanzada. Sólo con una segunda mirada el espectador se percata de los dos zorros rojos: un animal con la cabeza inclinada que se alza en primer plano, y detrás de él, algo escondido, otro con la cola caída. Horizontal, diagonal y vertical se traspasan en el sentido del cubismo; las estructuras geométricas dan como resultado una interacción dinámica. Los pocos rastros representacionales que quedan también tienden hacia la forma abstracta. La composición cristalina recuerda a los vitrales de las iglesias medievales y semeja a los fragmentos de una ventana rota.

## Procedencia y exposiciones

### SigloXX
El cuadro se mostró públicamente por primera vez en 1913 en la Galería Bock de Hamburgo. Después del propietario de la galería Der Sturm, Herwarth Walden, y otros propietarios privados, desde 1928 pasó a ser propiedad del comerciante y coleccionista de arte judío berlinés Kurt Grawi, quien se lo compró a Max Leon Flemming. Luego de la noche de los cristales rotos en noviembre de 1938 Grawi estuvo encarcelado en el campo de concentración de Sachsenhausen, y fue liberado después de cinco semanas con la condición de que abandonara el país inmediatamente. Después de su liberación, la familia se enfrentó al problema de tener que trasladar los bienes restantes al extranjero debido a la emigración forzada. Kurt Grawi abandonó Alemania en abril de 1939 para emigrar a Chile vía Bélgica. Sus gastos de viaje desde Bruselas tuvieron que ser cubiertos por un amigo porque solo le permitieron llevarse consigo 10 RM cuando se fue. No se puede aclarar con certeza si Grawi vendió él mismo el cuadro antes de su fuga y, en caso afirmativo, en qué circunstancias. Según el estado actual, la procedencia oficial muestra que la pintura fue adquirida fuera de la Alemania nazi, en los Estados Unidos, hasta 1940. Después de la Segunda Guerra Mundial el director germano-estadounidense William Dieterle compró la obra por un precio desconocido y luego la vendió a través del marchante de arte de Berna Klipstein & Kornfeld. El empresario Helmut Horten compró el cuadro en 1961 y lo donó al Museo Palacio de Arte de Düsseldorf en 1962. Era allí una de las obras más famosas.

### Devolución a los herederos de Grawi y subasta
Kurt Grawi murió de cáncer en Santiago de Chile el 5 de septiembre de 1944 a la edad de 57 años. A la hermana menor de Grawi, la actriz Irma Neumann, se le prohibió trabajar después de 1933. Debido a su pertenencia a la resistencia, fue arrestada en julio de 1944 y deportada a Auschwitz, pero sobrevivió al Holocausto. Su marido fue condenado a tres años de prisión por el Volksgerichtshof. La hermana mayor de Grawi, Erna Grawi, profesora de idiomas con un doctorado, debió realizar trabajos forzados en fábricas de armamento a partir de 1939, a consecuencia de lo cual murió en Berlín a finales de febrero de 1943.
En 2018, los herederos de Kurt Grawi presentaron un reclamo de restitución, que el ayuntamiento de Düsseldorf aprobó por unanimidad en una reunión privada en abril de 2021 después de que la Comisión Asesora en relación con la devolución de bienes culturales confiscados como resultado de la persecución nazi, en particular las propiedades judías, o para abreviar la “Comisión Limbach”, recomendó la restitución a la ciudad de Düsseldorf. La recomendación del comité no fue hecha por unanimidad, sino con seis votos contra tres.  También fue controvertido entre los abogados porque Zorros sólo se vendió fuera de la antigua esfera de influencia nacionalsocialista después de que Grawi emigró a los Estados Unidos y dado que pudo trasladar la obra a Nueva York. Según Der Spiegel, la ciudad de Düsseldorf no quería restituir la pintura, y aunque prometía su devolución, argumentaba al mismo tiempo que la venta había sido voluntaria y que los Grawis habían podido pagar los impuestos especiales impuestos a los judíos por los nazis, lo que implicaba que todavía tenían recursos.  El 9 de julio de 2021 se presentaron cargos penales contra los miembros responsables de la administración municipal que recomendaron la restitución de Zorros, así como contra los miembros del ayuntamiento que aprobaron la decisión, con el fin de impedir su restitución. Según el periódico Frankfurter Allgemeine Zeitung, la denuncia fue presentada por el exjuez del Tribunal Administrativo de Berlín, Friedrich Kiechle. En septiembre de 2021, el alcalde Stephan Keller ordenó la entrega inmediata de la obra a los herederos de Kurt Grawi. La entrega tuvo lugar el 11 de enero de 2022. El 28 de enero de 2022 se anunció una subasta del cuadro en Christie's de Londres y su valor se estimó en 35 millones de libras esterlinas, unos 42 millones de euros.  Fue subastado en marzo de 2022 por más de 42,6 millones de libras, algo más de 51 millones de euros.